# Cyclisme aux Jeux méditerranéens de 2018
Navigation
Édition précédente Édition suivante
Les compétitions de cyclisme des Jeux méditerranéens de 2018 se déroulent du 27 au 30 juin 2018, à Tarragone en Espagne.

## Épreuves au programme
| ● | Compétitions | ● | Finale |

|                  | Juin |    |    |    |
|                  | 27   | 28 | 29 | 30 |
| Course en ligne  | 2    |    |    |    |
| Contre-la-montre |      |    |    | 2  |

## Podiums hommes
| Compétitions                 | Or             | Argent             | Bronze       |
| ---------------------------- | -------------- | ------------------ | ------------ |
| Course en ligne individuelle | Jalel Duranti  | Filippo Tagliani   | Rafael Silva |
| Contre-la-montre individuel  | Edoardo Affini | Domingos Gonçalves | Izidor Penko |

## Podiums femmes
| Compétitions                 | Or                   | Argent          | Bronze             |
| ---------------------------- | -------------------- | --------------- | ------------------ |
| Course en ligne individuelle | Elisa Longo Borghini | Ane Santesteban | Erica Magnaldi     |
| Contre-la-montre individuel  | Elena Cecchini       | Lisa Morzenti   | Ántri Christofórou |

## Tableau des médailles
- En bleu le pays organisateur

| Rang  | Nation   | Or | Argent | Bronze | Total |
| ----- | -------- | -- | ------ | ------ | ----- |
| 1     | Italie   | 4  | 2      | 1      | 7     |
| 2     | Portugal | 0  | 1      | 1      | 2     |
| 3     | Espagne  | 0  | 1      | 0      | 1     |
| 4     | Chypre   | 0  | 0      | 1      | 1     |
| 4     | Slovénie | 0  | 0      | 1      | 1     |
| Total | Total    | 4  | 4      | 4      | 12    |